# Messigny-et-Vantoux
Messigny-et-Vantoux település Franciaországban, Côte-d’Or megyében. Lakosainak száma 1694 fő (2022. január 1.). Messigny-et-Vantoux Saussy, Ahuy, Savigny-le-Sec, Val-Suzon, Asnières-lès-Dijon, Étaules, Hauteville-lès-Dijon és Norges-la-Ville községekkel határos.

## Népesség
A település népességének változása:
| Lakosok száma | 533  | 924  | 1070 | 1456 | 1577 | 1628 | 1660 | 1690 | 1705 | 1694 |
|               | 1968 | 1982 | 1990 | 2006 | 2013 | 2015 | 2017 | 2019 | 2020 | 2022 |